# 桑皮尼附近格里莫库尔
桑皮尼附近格里莫库尔（法語：Grimaucourt-près-Sampigny，法語發音：[ɡʁimokuʁ pʁɛ sɑ̃piɲi]）是法国默兹省的一个市镇，位于该省中南部，属于科梅尔西区。

## 地理
桑皮尼附近格里莫库尔（48°47'32"N, 5°28'7"E）面积9.27 平方千米，位于法国大東部大區默兹省，该省份为法国西北部内陆省份，北与比利时接壤，西接马恩省和阿登省，南至上马恩省和孚日省，东临默尔特-摩泽尔省。
与桑皮尼附近格里莫库尔接壤的市镇（或旧市镇、城区）包括：雄维尔-马洛蒙、埃尔讷维尔欧布瓦、梅尼勒欧布瓦、桑皮尼、库桑斯-莱特里孔维尔、瓦东维尔。

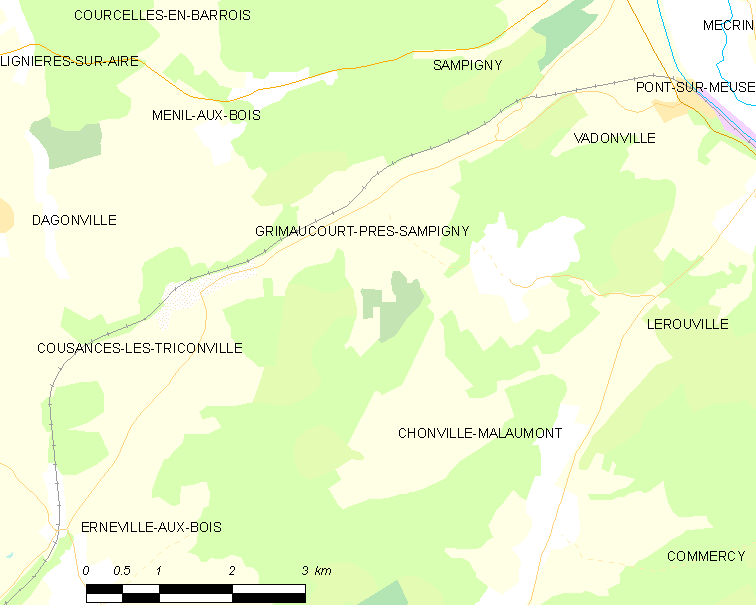
桑皮尼附近格里莫库尔的OSM定位图

桑皮尼附近格里莫库尔的时区为UTC+01:00、UTC+02:00（夏令时）。

## 行政
桑皮尼附近格里莫库尔的邮政编码为55500，INSEE市镇编码为55220。

## 政治
桑皮尼附近格里莫库尔所属的省级选区为科梅尔西县。

## 人口

1962-2008年间桑皮尼附近格里莫库尔人口变化图示

桑皮尼附近格里莫库尔于2022年1月1日时的人口数量为93人。